# Винс Флин
Винс Флин (на английски: Vince Flynn) е американски писател, автор на бестселъри в жанра политически трилър.

## Биография и творчество
Винс Флин е роден на 6 април 1966 г. в Сейнт Пол, Минесота, САЩ, в ирландско католическо семейство, и е петото от седемте деца. В училище се справя трудно, тъй като има дислексия и изпитва ужас от писаното слово, но с много усилия преодолява този недостатък.
Завършва Академията „Св. Тома“ през 1984 г. и Университета „Св. Тома“ на Минесота през 1986 г. с диплома по икономика. Започва работа като счетоводител и маркетинг специалист в „Крафт Фуудс“. През 1991 г. напуска компанията и постъпва в морските войски на САЩ, като кандидатствува за обучение в авиацията на морската пехота на САЩ. Седмица преди да замине във военното училище той е дисквалифициран по медицински причини заради получено сътресение и гърчове. Флин не е съгласен с това и в продължение на две години обжалва отказа. След като не успява напуска армията няколко години преди определения срок.
Постъпва на работа като агент на недвижими имоти в компанията „Юнайтед пропъртис“ в Минеаполис и Сейт Пол. Започва всекидневно да чете и да пише. „Започнах да чета всичко, което ми попадне – Хемингуей, Кланси, Лъдлъм, Толкин, Видал“ – споделя той. „Четях художествена и документална литература, но най-много харесвах шпионските истории“. Наученото в армията и от книгите го мотивира сам да започне да пише по своя идея свързана със смъртта на негов приятел. След две години в „Юнайтед пропъртис“ той я напуска и отива в Чикаго, за да пише. Както много други преди него, той работи през нощта като барман, а през деня твори. Макар да не е „прочел нито една книга за това как се пишат трилъри“, той създава първия си роман „Крайни мерки“. През 1996 г. обикаля издателствата с ръкописа си, но навсякъде получава категоричен отказ с мотиви от типа – „много е остър, много е краен, руши престижа на институциите, в които всеки американец твърдо вярва“.
След почти 60 отказа, и с решение дори сам да публикува романа си в Минесота, авторитетното издателство „Покет Букс“, основано от „Simon & Schuster“, оценява неговите заложби и купува правата му. То организира мощна рекламна кампания и след публикацията през 1997 г. тиражът достига 700 хиляди екземпляра и трето място в списъка на бестселърите на „Ню Йорк Таймс“. Това е началото на експлозивната и впечатляваща писателска кариера на Винс Флин.
Вторият му роман „Самотният играч“ е началото на серията трилъри за неговия неизменен герой – антитерориста и изпълнител на „невъзможни мисии“ агент Мич Рап, „Железния“. Мич Рап е агент под прикритие на ЦРУ за борба с тероризма, член на тайния екип „Орион“. Основният фокус на героя е осуетяването близкоизточни терористични атаки срещу Съединените щати и той действа оперативно като прилага мерки, които надвишават общоприетото. Неговата неудовлетвореност с процедурите и бюрокрацията са основна тема по време на цялата серия. Езикът на разказа също е остър и се счита, че това е герой за възприемане от „зрелите“ читатели.
Флин винаги обвързва сюжетите на книгите си с някоя актуалната политическа ситуация. За да създаде своите скоростни и напрегнати реалистични сюжети той често използва и някаква вътрешна информация от разузнаването и армията. Следи постоянно публикациите относно различните новости във въоръжението и военните организации, които после намират място в детайлите на романа, както е в романите на Том Кланси или Робърт Лъдлъм. Заради подобна, понякога дори класифицирана информация, произведенията му са наблюдавани от специализираните държавни органи. Оригиналността и многообразието в тях, предупрежденията за растящия ислямски фундаментализъм, влизат в схемите на антитерористичните служби.
След четвъртия си роман той сключва договор с издателство „Атрия Букс“. Един след друг неговите романи стават бестселъри и задминават други известни автори в жанра. Романът му „Врагът сред нас“ става бестселър №1 на 2007 г., а „В случай на опасност“ на 2008 г.
През 2005 – 2006 г. Флин е един от консултантите и сценаристите на 4 части от хитовия сериал „24“, 5-и сезон. Като специалист по антитероризъм той е чест гост на новините на Глен Бек по програмата на „Fox News Channel“.
През 2008 г. започва изготвянето на проекти за филмирането от „CBS Films“ на серията за Мич Рап. За да започне историята за агента отначало Флин написва романа „Всичко е лично“.
През август 2010 г., Флин подписва сделка за нова серия от две книги, за които ще си сътрудничат с известния писател и пенсиониран армейски полковник Брайън Хейг.
Винс Флин се жени през 2000 г. и живее със съпругата си Лиса и двете си дъщери Ингрид и Ана и доведения си син Дани в Минеаполис.
„Когато погледна назад, не мога да съм по-щастлив от решението си да стана писател“, казва той.
След тригодишна борба с рак на простатата Винс Флин умира на 19 юни 2013 г. в дома си в Сейнт Пол, Минесота, заобиколен от семейството и приятелите си.
След смъртта му семейството му възлага на писателя Кайл Милс да довърши поредицата за Мич Рап по неговите записки.

## Произведения

### Самостоятелни романи
- Крайни мерки, Term Limits (1997)
- Неозаглавен, Untitled (2013) – с Брайън Хейг

### Серия „Мич Рап“
1. Власт, Transfer of Power (1999)
2. Самотният играч, The Third Option (2000)
3. Орион, Separation of Power (2001)
4. Мръсни афери, Executive Power (2003)
5. Денят на Апокалипсиса, Memorial Day (2004)
6. Лиценз за убиване, Consent to Kill (2005)
7. Измяната, Act of Treason (2006)
8. Врагът сред нас, Protect and Defend (2007)
9. В случай на опасност, Extreme Measures (2008)
10. В името на честта, Pursuit of Honor (2009)
11. Всичко е лично, American Assassin (2010)
12. Списъкът на обречените, Kill Shot (2012)
13. Комбинаторът, The Last Man (2012)
продължения от Кайл Милс след смъртта му
14. Роден да оцелява, The Survivor (2015) – с Кайл Милс
15. Order to Kill (2016) – с Кайл Милс
16. Enemy of the State (2017) – с Кайл Милс
17. Red War (2018) – с Кайл Милс
18. Lethal Agent (2019) – с Кайл Милс
19. Total Power (09.2020) – с Кайл Милс
20. Enemy At The Gates(2021) – с Кайл Милс

Хронологична подредба на романите от серията „Мич Рап“ (по заглавия в България)
1. Всичко е лично;
2. Списъкът на обречените;
3. Власт;
4. Самотният играч;
5. Орион;
6. Мръсни афери;
7. Денят на Апокалипсиса;
8. Лиценз за убиване;
9. Измяната;
10. Врагът сред нас;
11. В случай на опасност;
12. В името на честта;
13. Комбинаторът
14. Роден да оцелява